# Операція «Зоненблуме»
Операція «Зоненблуме» (укр. Соняшник) — розгортання німецьких військ (Корпус «Африка») в Північній Африці в лютому 1941 року, під час Другої світової війни. Війська були надіслані для зміцнення залишків італійських військ у Лівії, після знищення 10-ї італійської армії під час Операції «Компас».
Наказ на проведення операції був виданий Верховним командуванням Вермахту 6 лютого 1941 року. Через два дні, перші підрозділи покинули Неаполь в сторону Африки, і прибули на місце на 11 лютого. 14 лютого, перші частини 5-ї легкої дивізії (пізніше перейменовану в двадцять першу танкову дивізію), прибули до Триполі, Лівія. Ці частини були одразу відправлені на фронт до Сірти. Протягом наступних трьох місяців була переправлена більша частина німецьких військ, в тому числі 15-та танкова дивізія.

## Передумови
До лютого 1941 року війська Муссоліні в Північній Африці опинилися на грані повного розгрому. Гітлеру довелося виручати свого невдалого союзника. 6 лютого 1941 Роммеля, щойно підвищеного в ранг генерал-лейтенанта, викликали до Берліна і призначили командувачем невеликого механізованого об'єднання, котре мало горде ім'я «Німецький Африканський Корпус» (нім. Deutsches Afrika Korps), котрій вирушав на допомогу італійській армії. До його складу входили лише дві дивізії (5-та легка і 15-та танкова), причому на їх перекидання відводилося кілька місяців, а Роммелю було наказане відбути до Триполі 12 лютого 1941.

## 5-та легка дивізія
5-та легка дивізія прибула на борту двох конвоїв між 8 і 10 березня 1941 року. Дивізія складалася зі 155 одиниць: 25 Panzer I, 45 Panzer II, 61 Panzer III, 17 Panzer IV, 7 бронемашин.

## 15-та танкова дивізія
15-та танкова дивізія була відправлена до Північної Африки на трьох конвоях в період з 25 квітня по 6 травня 1941 року. Дивізія складалася зі 146 одиниць: 45 Panzer II, 71 Panzer III, 20 Panzer IV та 10 бронемашин. До 28 травня 1941 року вся дивізія вже була на фронті.